# 安河畔沙尔诺兹
安河畔沙尔诺兹（法语：Charnoz-sur-Ain），是法国东部安省的一个市镇。面积 6.62平方公里，人口810，人口密度122.36人／平方公里（1999年）。

## 人口
安河畔沙尔诺兹人口变化图示
| 数据来源：INSEE |